# Sagas caballerescas
Las sagas caballerescas o sagas de caballería, (Islandés: riddarasögur), son sagas nórdicas del género de Libros de caballerías cuyo origen se remonta hacia el siglo XIII con traducciones de cantar de gesta francesas que rápidamente derivó en creaciones propias de estilo similar. Aunque las sagas caballerescas tuvieron una acogida popular, siempre se han considerado un presunto género inferior por calidad artística en comparación con las sagas de los islandeses y otros géneros autóctonos. Nunca recibieron una notable atención de parte de los historiadores literarios por lo que la mayor parte permanecen sin traducir. 

## Terminología
El término riddarasögur (sing. riddarasaga) se menciona por primera vez en Mágus saga jarls donde se menciona:
Frásagnir...svo sem...Þiðreks saga, Flóvenz saga eðr aðrar riddarasögur.
«Narraciones como la saga of Þiðrekr, la saga of Flóvent, u otras sagas de caballería».
Otro término que se asigna a este género es lygisögur (sing. lygisaga), sagas mentirosas, que hace referencia al concepto ficticio de su contenido, así como a las sagas legendarias.

## Traducciones
Las primeras traducciones de romances europeos aparecen durante el reinado de Haakon IV de Noruega. El primer ejemplar conocido es un trabajo fechado en 1226, una traducción del Hermano Roberto de la obra Tristán de Tomás de Inglaterra. Otro trabajo en nórdico antiguo, Tristrams saga ok Ísöndar, es especialmente destacable porque la obra original solo se ha preservado en algunos fragmentos. Elis saga ok Rósamundu, una traducción de  Élie de Saint Gille, también ha sido atribuida a un tal abad Roberto, presuntamente el mismo Hermano Roberto que fue promocionado dentro de su orden. El rey Haakon también encargó la traducción de Möttuls saga, una adaptación de Le mantel mautaillé; Ívens saga, una adaptación del trabajo de  Chrétien de Troyes, Yvain, el Caballero del León y Strengleikar, una colección de baladas, cuya autoría de la mayoría de ellas pertenece a María de Francia.
Otras obras destacables, que posiblemente también fueron auspiciadas por el rey Haakon, son Parcevals saga, Valvens þáttr y Erex saga, todas derivadas de trabajos de Chrétien de Troyes. Karlamagnús saga es una compilación de origen dispar, sobre la figura de Carlomagno y sus doce paladines y bajo influjo de material historiográfico y canciones de gesta. Otros trabajos presuntamente procedentes de originales en francés como Bevers saga, Flóres saga ok Blankiflúr, Flóvents saga y Partalopa saga.
También se encuadran dentro del género los trabajos pseudo-históricos procedentes del latín como Alexanders saga (una traducción de Alexandreis), Amícus saga ok Amilíus (basada en Speculum historiale), Breta sögur (una traducción de Historia Regum Britanniae), y Trójumanna saga (una traducción de De excidio Troiae). Otra obra, pseudo-histórica, Þiðreks saga af Bern se considera algo inusual al haber sido traducido del alemán.
Margaret Clunies Ross define las sagas caballerescas de la siguiente forma:
El término en nórdico antiguo riddarasaga <..> cubre una serie de géneros en latín, francés y anglo-normando, pero es común en todos ellos su entorno cortesano, su interés por la realeza, y sus preocupaciones con la ética de la caballería y el cortejo amoroso. Parece, sin embargo, de la comparación entre los originales franceses y las traducciones de nórdico antiguo de romances cortesanos, como Erec et Enide de Chrétien de Troyes,  Erec et Enide (Erex saga), Yvain (Ívens saga) y Perceval (Parcevals saga y Velvens þáttr), que los traductores que suministraron a la corte del rey Hákon y otros en Noruega e Islandia que disfrutaron de estas sagas ofrecen una reescritura independiente de sus fuentes. Es notable que no transmiten una serie de aspectos clave de la perspectiva un tanto irónica de Chrétien sobre la sociedad cortesana. Esto puede deberse a que la mayoría de los traductores eran probablemente clérigos, pero también es probable que refleje los gustos tradicionales nórdicos y convenciones narrativas. En particular, muchos elementos de erotismo explícito se han eliminado de las riddarasögur, al igual que gran parte de la comedia y la ironía en el tratamiento de la conducta de los protagonistas. En cambio, los relatos son en gran medida ejemplar y didáctico, en gran parte porque los traductores escandinavos se abstuvieron de utilizar dos formas narrativas esenciales de sus fuentes, a saber, el monólogo interior, que transmiten los pensamientos y sentimientos privados de los personajes, y la participación intrusiva del narrador, que era un vehículo para el transporte de un punto de vista matizada y, a menudo, irónica.

## Composiciones originales
Inspirados por las traducciones de romances continental, los islandeses comenzaron a componer con entusiasmo sus propias sagas, aparentemente alrededor de finales del siglo XIII, y un género floreciente en el siglo XIV. Una de las primeras composiciones parece ser Klári saga, cuyo prólogo de la saga afirma que fue una obra métrica latina que Jón Halldórsson obispo de Skálholt, que encontró en Francia, pero que ahora se cree que ha sido compuesto por Jón sin influencias externas. Jón parece haber sido uno de los inspiradores de la Escuela benedictina del norte de Islandia que, si bien estaba principalmente asociada con la escritura religiosa, también parece haber sido partícipe de la escritura de cantares de gesta.

## Riddarasögur (traducidas)
| Del latín - Alexanders saga - Amicus saga og Amilíus - Breta sögur - Klári saga - Trójumanna saga | Del francés - Bevers saga - Elís saga og Rósamundu - Erex saga - Flóres saga og Blankiflúr - Flóventssaga - Ívens saga - Karlamagnús saga | - Möttuls saga - Parcevals saga - Valvers þáttr - Partalopa saga - Strengleikar - Tristrams saga og Ísöndar Del alemán - Þiðreks saga af Bern |

## Riddarasögur (nórdico autóctono)
Lista parcial de sagas caballerescas que han sido publicadas:
| - Adonias saga - Ála flekks saga - Blómsturvallasaga - Bærings saga - Dámusta saga - Dínus saga drambláta - Drauma-Jóns saga - Ectors saga - Flóres saga konungs og sona hans - Gibbons saga - Grega saga | - Hrings saga og Tryggva - Jarlmanns saga og Hermanns - Jóns saga leikara - Kirjalax saga - Konráðs saga keisarasonar - Mágus saga jarls - Melkólfs saga og Solomons konungs - Mírmans saga - Nikulás saga leikara - Nítíða saga - Rémundar saga keisarasonar | - Samsons saga fagra - Saulus saga og Nikanors - Sigurgarðs saga frækna - Sigurgarðs saga og Valbrands - Sigurðar saga fóts - Sigurðar saga turnara - Sigurðar saga þögla - Saga Valdimars - Viktors saga og Blávus - Vilhjálms saga sjóðs - Vilmundar saga viðutan - Þjalar-Jóns saga |